# UK Open
Het UK Open is een internationaal dartstoernooi en een van de zeven rankingtoernooien op TV van de Professional Darts Corporation.

## Geschiedenis
Vanaf 2003 tot 2013 werd het evenement jaarlijks gehouden in het Reebok Stadium, in Bolton. Sinds 2014 vindt het toernooi plaats in het resort Butlin's Minehead in Minehead. Het toernooi staat, vanwege zijn format, ook bekend als "de FA Cup van de dartssport". Na elke ronde vindt er een loting plaats waarbij een speler iedere andere speler kan loten.
In de inaugurele finale won de Engelsman Phil Taylor van zijn landgenoot Shayne Burgess. In 2004 trok Roland Scholten aan het langste eind, het jaar daarop wederom Phil Taylor. De Nederlander Raymond van Barneveld wist het toernooi in 2006 te winnen, zijn allereerste rankingtoernooi dat hij speelde voor de PDC. In een zinderende kwartfinale schakelde hij Taylor met 11-10 uit, waarna in de eindstrijd de Engelsman Barrie Bates met 13-7 (in legs) werd geklopt door Van Barneveld.
Tijdens de editie van 2007 won Van Barneveld in de kwartfinale van het toernooi met 11-4 van Phil Taylor. De halve finalepartijen werden door Van Barneveld en Vincent van der Voort gewonnen tegen respectievelijk de Engelsmannen Colin Lloyd (11-5) en Colin Osborne (11-10), waardoor de finale ging tussen de beide Nederlanders. Van Barneveld won de eindstrijd vervolgens overtuigend met 16-8 (in legs). In 2008 won James Wade het Blue Square UK Open met een 11-7 overwinning op Gary Mawson.
De editie van 2018 werd zonder publiek afgewerkt. Dit omdat de veiligheid niet te waarborgen was door de winterse weersomstandigheden. Bovendien werd er in een andere zaal gespeeld, omdat zaal 1, waar het toernooi normaal gesproken werd afgewerkt, door een kapotte verwarming en sneeuw op het dak niet was te gebruiken. Deze editie werd gewonnen door Gary Anderson. Ook in 2021 werd het toernooi zonder publiek gespeeld, ditmaal vanwege de coronapandemie die in 2020 uitbrak. Het werd toen ook op een andere locatie gespeeld, de Marshall Arena in Milton Keynes.

## Finales
| Jaar | Winnaar (gemiddelde in finale) | Legs    | Runner-up (gemiddelde in finale) | Sponsors           | Prijzenpot | Winnaar   | Runner-up |
| ---- | ------------------------------ | ------- | -------------------------------- | ------------------ | ---------- | --------- | --------- |
| 2003 | Phil Taylor (98,03)            | 18 – 8  | Shayne Burgess (91,36)           | Sky Bet            | £ 124.000  | £ 30.000  | £ 15.000  |
| 2004 | Roland Scholten (89,49)        | 11 – 6  | John Part (85,98)                | Budweiser          | £ 124.000  | £ 30.000  | £ 15.000  |
| 2005 | Phil Taylor (96,80)            | 13 – 7  | Mark Walsh (84,52)               | Budweiser          | £ 124.000  | £ 30.000  | £ 15.000  |
| 2006 | Raymond van Barneveld (91,51)  | 13 – 7  | Barrie Bates (82,98)             | Budweiser          | £ 124.000  | £ 30.000  | £ 15.000  |
| 2007 | Raymond van Barneveld (94,99)  | 16 – 8  | Vincent van der Voort (88,76)    | Blue Square        | £ 150.000  | £ 30.000  | £ 15.000  |
| 2008 | James Wade (94,65)             | 11 – 7  | Gary Mawson (87,33)              | Blue Square        | £ 178.000  | £ 30.000  | £ 15.000  |
| 2009 | Phil Taylor (100,81)           | 11 – 6  | Colin Osborne (93,24)            | Blue Square        | £ 200.000  | £ 40.000  | £ 20.000  |
| 2010 | Phil Taylor (97,71)            | 11 – 5  | Gary Anderson (92,41)            | Rileys Darts Zones | £ 200.000  | £ 40.000  | £ 20.000  |
| 2011 | James Wade (96,25)             | 11 – 8  | Wes Newton (88,51)               | Speedy Hire        | £ 200.000  | £ 40.000  | £ 20.000  |
| 2012 | Robert Thornton (95,44)        | 11 – 5  | Phil Taylor (98,58)              | Speedy Hire        | £ 200.000  | £ 40.000  | £ 20.000  |
| 2013 | Phil Taylor (107,04)           | 11 – 4  | Andy Hamilton (97,95)            | Speedy Hire        | £ 200.000  | £ 40.000  | £ 20.000  |
| 2014 | Adrian Lewis (109,13)          | 11 – 1  | Terry Jenkins (93,15)            | Coral              | £ 250.000  | £ 50.000  | £ 22.000  |
| 2015 | Michael van Gerwen (98,43)     | 11 – 5  | Peter Wright (99,33)             | Coral              | £ 300.000  | £ 60.000  | £ 30.000  |
| 2016 | Michael van Gerwen (106,68)    | 11 – 4  | Peter Wright (98,33)             | Coral              | £ 300.000  | £ 60.000  | £ 30.000  |
| 2017 | Peter Wright (100,55)          | 11 – 6  | Gerwyn Price (97,78)             | Coral              | £ 350.000  | £ 70.000  | £ 35.000  |
| 2018 | Gary Anderson (105,61)         | 11 – 7  | Corey Cadby (104,32)             | Coral              | £ 350.000  | £ 70.000  | £ 35.000  |
| 2019 | Nathan Aspinall (88,72)        | 11 – 5  | Rob Cross (84,79)                | Ladbrokes          | £ 450.000  | £ 100.000 | £ 40.000  |
| 2020 | Michael van Gerwen (101,43)    | 11 – 9  | Gerwyn Price (99,16)             | Ladbrokes          | £ 450.000  | £ 100.000 | £ 40.000  |
| 2021 | James Wade (102,52)            | 11 – 5  | Luke Humphries (97,95)           | Ladbrokes          | £ 450.000  | £ 100.000 | £ 40.000  |
| 2022 | Danny Noppert (84,82)          | 11 – 10 | Michael Smith (90,33)            | Cazoo              | £ 450.000  | £ 100.000 | £ 40.000  |
| 2023 | Andrew Gilding (95,46)         | 11 – 10 | Michael van Gerwen (96,74)       | Cazoo              | £ 600.000  | £ 110.000 | £ 50.000  |
| 2024 | Dimitri Van den Bergh (95,18)  | 11 – 10 | Luke Humphries (96,07)           | Ladbrokes          | £ 600.000  | £ 110.000 | £ 50.000  |
| 2025 | Luke Littler (101,51)          | 11 – 2  | James Wade (88,06)               | Ladbrokes          | £ 600.000  | £ 110.000 | £ 50.000  |
| 2026 |                                | –       |                                  |                    | £ 750.000  | £ 120.000 | £ 60.000  |

## Finalisten
| Speler                | Winnaar | Runner-up |
| --------------------- | ------- | --------- |
| Phil Taylor           | 5       | 1         |
| Michael van Gerwen    | 3       | 1         |
| James Wade            | 3       | 1         |
| Raymond van Barneveld | 2       | 0         |
| Peter Wright          | 1       | 2         |
| Gary Anderson         | 1       | 1         |
| Roland Scholten       | 1       | 0         |
| Robert Thornton       | 1       | 0         |
| Adrian Lewis          | 1       | 0         |
| Nathan Aspinall       | 1       | 0         |
| Danny Noppert         | 1       | 0         |
| Andrew Gilding        | 1       | 0         |
| Dimitri Van den Bergh | 1       | 0         |
| Luke Littler          | 1       | 0         |
| Gerwyn Price          | 0       | 2         |
| Luke Humphries        | 0       | 2         |
| Corey Cadby           | 0       | 1         |
| Shayne Burgess        | 0       | 1         |
| John Part             | 0       | 1         |
| Mark Walsh            | 0       | 1         |
| Barrie Bates          | 0       | 1         |
| Vincent van der Voort | 0       | 1         |
| Gary Mawson           | 0       | 1         |
| Colin Osborne         | 0       | 1         |
| Wes Newton            | 0       | 1         |
| Andy Hamilton         | 0       | 1         |
| Terry Jenkins         | 0       | 1         |
| Rob Cross             | 0       | 1         |
| Michael Smith         | 0       | 1         |

## Nine-dart finishes
| Speler             | Jaar | Ronde        | Resultaat | Tegenstander       |
| ------------------ | ---- | ------------ | --------- | ------------------ |
| Phil Taylor        | 2004 | Laatste 16   | Gewonnen  | Matthew Chapman    |
| Phil Taylor        | 2005 | Halve finale | Gewonnen  | Roland Scholten    |
| Phil Taylor        | 2007 | Laatste 32   | Gewonnen  | Wes Newton         |
| Phil Taylor        | 2008 | Laatste 32   | Gewonnen  | Jamie Harvey       |
| Mervyn King        | 2010 | Laatste 16   | Verloren  | Gary Anderson      |
| Gary Anderson      | 2012 | Laatste 32   | Gewonnen  | David Dodds        |
| Wes Newton         | 2013 | Laatste 16   | Verloren  | Adrian Lewis       |
| Michael van Gerwen | 2016 | Laatste 16   | Gewonnen  | Rob Cross          |
| Jonny Clayton      | 2020 | Laatste 16   | Gewonnen  | Chris Dobey        |
| Michael van Gerwen | 2020 | Halve finale | Gewonnen  | Daryl Gurney       |
| Sebastian Białecki | 2021 | Laatste 160  | Gewonnen  | Jim McEwan         |
| Jitse van der Wal  | 2021 | Laatste 128  | Verloren  | Sebastian Białecki |
| José Justicia      | 2022 | Laatste 96   | Verloren  | Adam Gawlas        |
| James Wade         | 2022 | Laatste 16   | Gewonnen  | Boris Krčmar       |
| Michael Smith      | 2022 | Laatste 16   | Gewonnen  | Mensur Suljović    |

2003 · 2004 · 2005 · 2006 · 2007 · 2008 · 2009 · 2010 · 2011 · 2012 · 2013 · 2014 · 2015 · 2016 · 2017 · 2018 · 2019 · 2020 · 2021 · 2022 · 2023 · 2024 · 2025